# Дигамма
Ϝϝ, Ͷͷ (дигамма, вав; дав.-гр. δίγαμμα, ϝαυ) — шоста буква архаїчного грецького алфавіту. Як і Υ, υ (іпсилон), походить від фінікійської букви — «вав». Означала звук [w], який до VIII століття до н. е. випав з грецької вимови і перестав використовувався у письмі; з цієї причини буква в класичній 24-буквенній старогрецький алфавіт не входить. В давнину використовувалась у системі грецького алфавітного запису чисел із значенням 6 (за абетковим порядком і числовим значенням літери «вав»; крім того, ϝέξ — дорійська вимова слова ἕξ, «шість»), проте пізніше в цій ролі була замінена лігатурою «стигма» (Ϛ, ϛ) через те, що мала схожу форму. Від дигамми пішла латинська буква F, а також одна з клавдієвих букв.
Назва «дигамма» (грец. δίγαμμα), пов'язана з формою букви («подвійна гамма»). Проте спочатку, ймовірно, вона називалася «вав» (грец. ϝαῦ).
У математиці дигамма-функція — це логарифмічна похідна гамма-функції. Дигамма-функцію інколи позначають F, але частіше — Ψ.